# Принцип біоценотичної надійності
Принцип біоценотичної надійності — надійність біоценозу залежить від його енергетичної ефективності в даних умовах  середовища і можливостей структурно-функціональної перебудови у відповідь на зміну зовнішніх впливів (матеріалу для  дублювання, міжвидового і внутрішньовидового, підтримки  продукційної « рентабельності» тощо).

## Ресурси Інтернету
- Теоремы экологии [Архівовано 20 липня 2014 у Wayback Machine.]
- Розенберг Г. С. О структуре учения о биосфере
- Дедю И. И. Экологический энциклопедический словарь. — Кишинев, 1989 [Архівовано 24 жовтня 2016 у Wayback Machine.]
- Англо-русский биологический словарь (online версия) [Архівовано 6 листопада 2016 у Wayback Machine.]
- Англо-русский научный словарь (online версия) [Архівовано 21 жовтня 2016 у Wayback Machine.]